# Női Védelmi Egységek
A Női Védelmi Egységek (Kurdul: Yekîneyên Parastina Jin) (YPJ) egy kurd női fegyveres csoport, amely 2012-ben vált ki a YPG-ből. A kurd koalíció ellenőrzése alá vonta Észak-Szíriát, így tényleges ellenőrzést gyakorol azon a területen.
A csoport fontos szerepet játszott jeziditák kimentésében, amikor az Iszlám Állam foglyul ejtette őket a Szindzsár-hegységben.

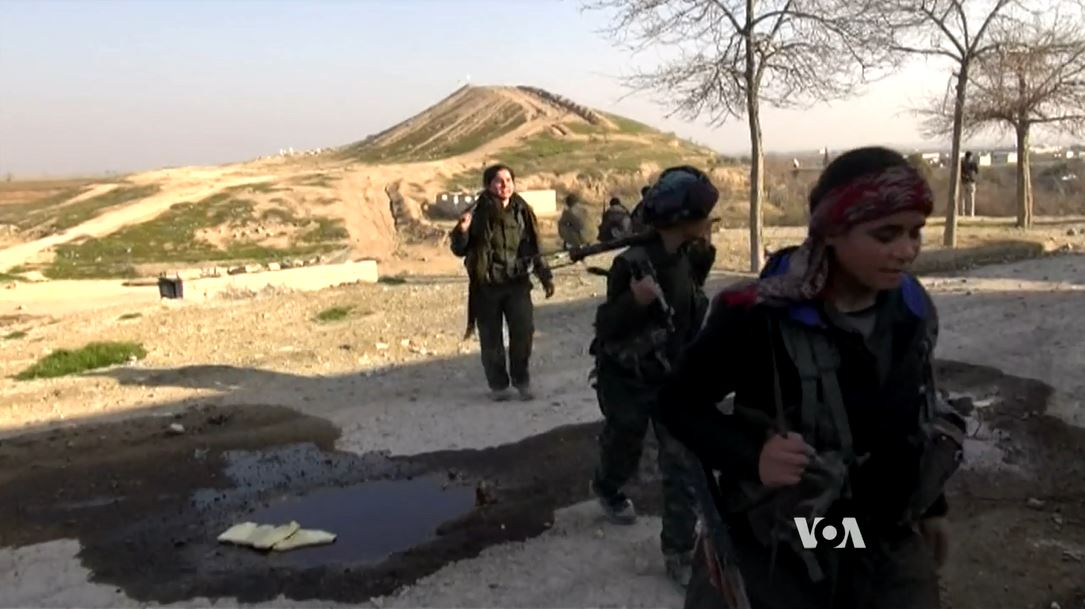
YPJ tagjai Kobaniban

Erin Trieb amerikai fotós szerint a YPJ egy feminista mozgalom, még akkor is, ha nem ez a fő küldetés. Azt állította, hogy a nők az egyenjogúságért is harcolnak. Azóta, 2014 novemberében Rojavában bevezették a nemek közti egyenjogúságot.

## Fordítás
Ez a szócikk részben vagy egészben  a   Women's Protection Units című a Wikipédia-szócikk ezen változatának fordításán alapul.  Az eredeti cikk szerkesztőit annak laptörténete sorolja fel. Ez a jelzés csupán a megfogalmazás eredetét és a szerzői jogokat jelzi, nem szolgál a cikkben szereplő információk forrásmegjelöléseként.